# 4616 Batalov
4616 Batalov (1975 BF) là một tiểu hành tinh vành đai chính được phát hiện ngày 17 tháng 1 năm 1975 bởi Chernykh, L. I. ở Nauchnyj.